# Šváb argentinský
Šváb argentinský (Blaptica dubia) je druh švába z rodu Blaptica. V přírodě se vyskytuje se ve Střední a Jižní Americe od Kostariky po Argentinu, běžně je ale chován například jako potrava pro terarijní zvířata.

## Popis

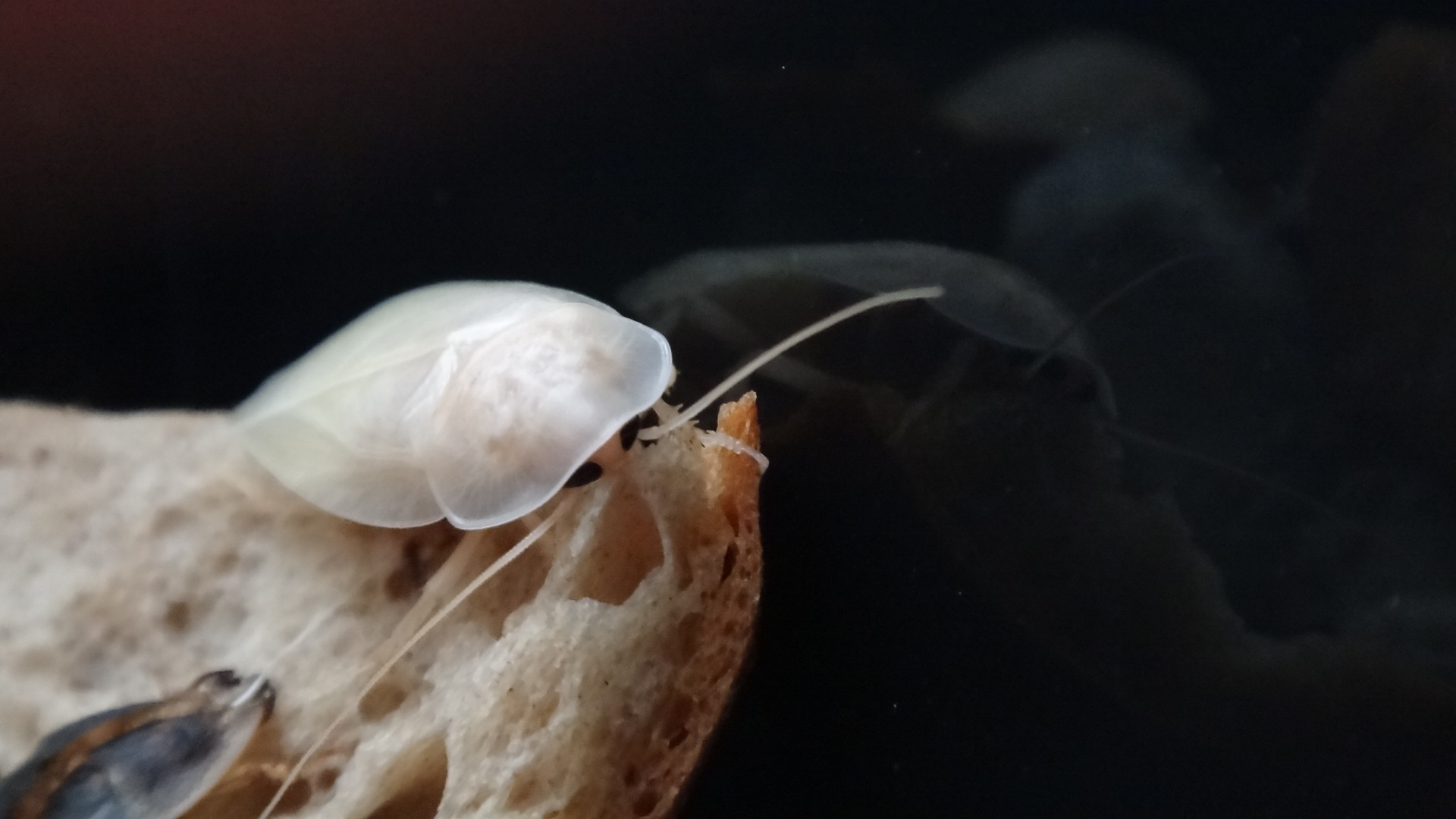
Dospělý samec pár minut po rozvinutí křídel

Dorůstá velikosti až 50 mm, samice obvykle až 45 mm, samci do 40 mm. Tento druh vykazuje výrazný pohlavní dimorfismus: zatímco samec má plně vyvinutá křídla, samice má pouze zakrnělé pahýly křídel.

## Rozmnožování a vývoj

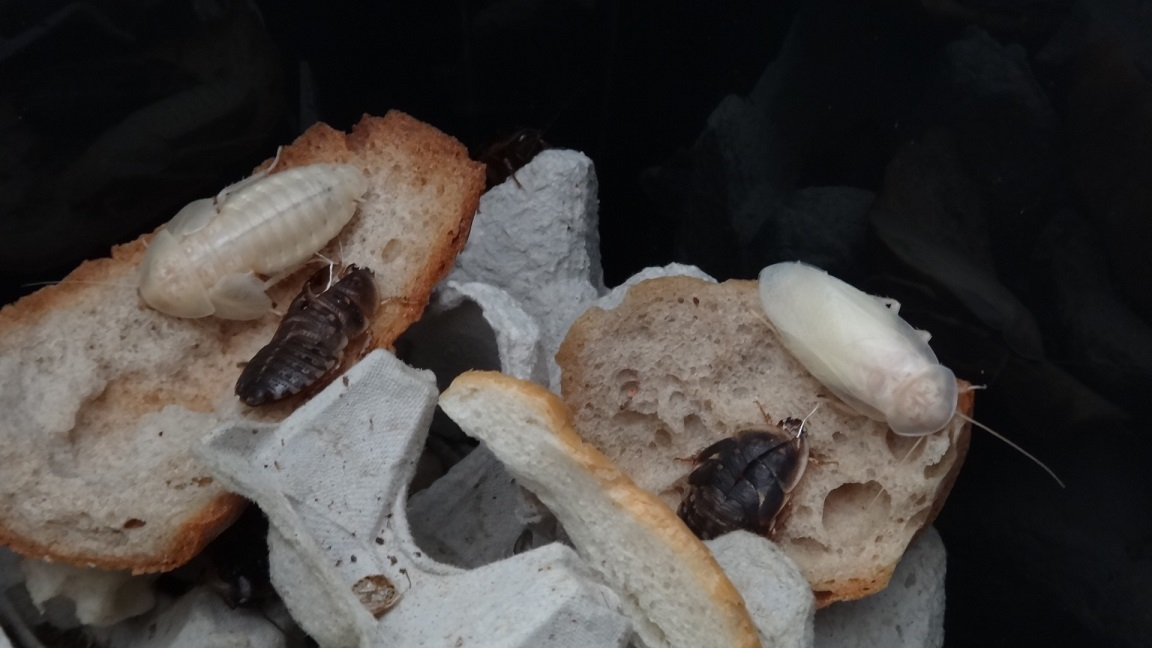
Synchronní dospělostní svlek, vlevo samice, vpravo samec

Jedná se o ovoviviparní druh, samice rodí asi 20–35 vyvinutých nymf, jejichž předchozí vývoj probíhá ve dvouřadé ootéce – vaječném obalu uvnitř samice. Vývoj trvá v ideálních podmínkách 65 dní, zpravidla však více. V extrémně nepříznivých přírodních podmínkách dokáží švábi setrvat v jedné z vývojových fází až 12 měsíců. Samice je k páření připravena nejdříve pátý den po dosažení dospělosti a stejně tak (i později) po líhnutí mladých, kdy doplňuje energetické ztráty. Teplota na spodní hranici optima či pod ní výrazným způsobem zpomaluje vývoj mladých švábů a snižuje ochotu dospělých k rozmnožování.
Délka života dospělců (počítáno od chvíle dosažení dospělosti) závisí na životních podmínkách jedince a také se liší podle pohlaví; samci se dožívají 12 až 18 měsíců, samice 18 až 24 měsíců.

## Životní nároky
Šváb argentinský preferuje teplotu v rozmezí 25–30 °C a vlhkost okolo 60 %. V přírodě je preferovaným biotopem podrost tropických lesů, jeskyně, různé štěrbiny a dutiny, všude, kde je dostupné množství potravy.[zdroj?]